# Hansom Cab

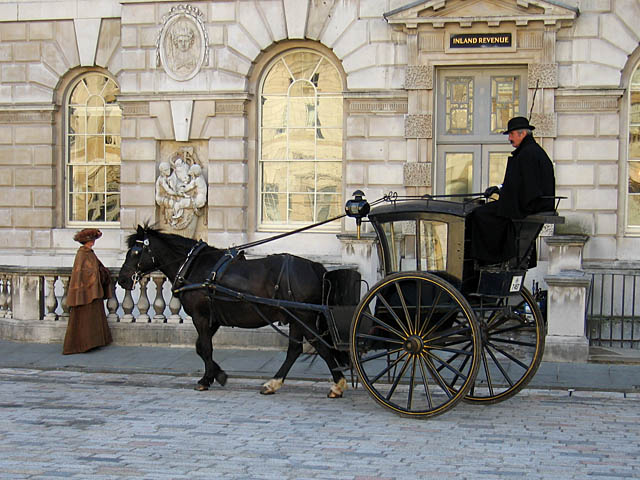
Hansom Cab

Ein Hansom Cab, Cab für Cabriolet, Hansom-Taxi oder kurz nur Hansom war eine von dem englischen Architekten und Erfinder Joseph A. Hansom (1803–1882) 1834 patentierte zweisitzige, einachsige, nach vorne offene Kutsche, bei der der Kutscher erhöht hinter dem Verdeck saß.
Die Bauform des Hansom Cab wurde bis in die 1920er Jahre auch bei als Taxis genutzten Automobilen (Kraftdroschken) eingesetzt, um den Fahrgästen eine bessere Sicht zu gewähren. Beispiele hierfür sind aus Frankreich, dem Vereinigten Königreich und den USA belegt.